# Краснореченское (Хабаровский край)
Красноре́ченское — село в Хабаровском районе Хабаровского края. Входит в состав Корсаковского сельского поселения. Население по данным 2011 года — 2172 человека.

## География
Село Краснореченское является спутником Хабаровска, граничит с городским микрорайоном Красная Речка.
Село Краснореченское расположено на правом берегу Амурской протоки (правобережная протока Амура).
Через село проходит автодорога Красная Речка — Казакевичево, а также начинается объездная трасса к селу Ильинка.

## История
До 1937 года село называлось посёлок Хоперской, а в том же году вошло в состав посёлка Красная Речка. Указом Хабаровского крайисполкома от 29 декабря 1956 года посёлок был передан Осиновореченскому сельсовету. В 1958 году Хоперской переименовали в посёлок Краснореченского совхоза.
В 1969 г. указом президиума ВС РСФСР селение центральной усадьбы Краснореченского совхоза переименовано в село Краснореченское.

## Улицы
- Центральная
- Мостовая
- Почтовая
- Новая
- Ломоносова
- Гаражная
- Заречная
- Хехцирская
- Клубная
- Горка
- Первомайская
- Восточная
- Весенняя
- Южная
- Елисейская
- Приозёрная

## Население
| 2002 | 2010  | 2011  | 2012  | 2021  |
| ---- | ----- | ----- | ----- | ----- |
| 2391 | ↘2165 | ↗2172 | ↗2215 | ↗2317 |

## Инфраструктура
- В окрестностях села находятся детские оздоровительные лагеря, базы отдыха, садоводческие общества хабаровчан.
- В селе находятся два детских сада, дом культуры, администрация Корсаковского сельского поселения, почтовое отделение, больница, хозяйственный и продуктовый магазины.

## Автобусное сообщение с Хабаровском
Через село в город курсирует маршрутное такси № 177 (Бычиха — Красная Речка — Южный микрорайон)

## Галерея
- Село Краснореченское, дом культуры
- Село Краснореченское, автобусная остановка
- Зимний отдых на «Заимке Плюснина» (Между сёлами Краснореченское и Рощино. До 1990-х гг. — крайкомовские дачи.)